# Ніту Сінгх
Ніту Сінгх Капур (гінді नीतू सिंह англ. Neetu Singh; справжнє ім'я — Сонія Сінгх; нар.. 8 липня 1958 року) — індійська кіноакторка. Почала зніматися в кіно з восьми років і взяла участь у майже 60 фільмах.

## Життєпис
Сонія Сінгх народилася в родині сикхів Даршана Сінгха та Раджі Каур. У дитинстві відвідувала танцювальну школу Віджаянтімали, яка і запросила її знятися в кіно. 
22 січня 1980 року у віці 21 року одружилася з актором Ріші Капуром, з яким зустрічалася з 14 років. Народила двох дітей: дочку — Рідхіму (нар. 15.09.1980) і сина — Ранбіра (нар. 28.09.1982), який також став актором.

## Кінокар'єра
Вперше Ніту Сінгх з'явилася на екранах у фільмі «Принцеса і розбійник» в епізодичній ролі зведеної сестри героя Раджендри Кумара. А наступний фільм Do Kaliyan, індійська адаптація "Пастки для батьків" приніс їй успіх і дав надію на кар'єру акторки. У цьому фільмі, під псевдонімом Бебі Сонія, вона виконала подвійну роль сестер-близнючок, які намагаються помирити батьків, яких грали Мала Сінха та Бісваджит. Цікаво, що з Малою Сінгх вони знову зустрілися на знімальному майданчику, коли через п'ять років Ніту вперше отримала головну роль у фільмі Rikshawala. Однак в прокаті він успішним не був. Але вже наступний фільм «Знайти один одного» в якому Ніту зіграла епізодичну роль, удостоївся звання хіта, а її танцювальний номер привернув увагу публіки, що дозволило повернутися до головних ролей. Її партнерами у фільмах були провідні актори того часу, в тому числі Ріші Капур, з яким вона знялася в 11 фільмах. Найбільш успішними в її фільмографії стали «Зникнення» «Кохання — це життя», "Амар, Акбар, Антоні", «У тіні минулого».
У 1980 році Ніту Сінгх була номінована на премію Filmfare Award за найкращу жіночу роль другого плану у фільмі «Чорний камінь».
Ніту залишила кінобізнес на піку кар'єри. Багато хто пов'язував це з тим, що Капури забороняли жінкам зі своєї сім'ї зніматися в кіно. Однак Ніту стверджувала, що це був її власний вибір. За її словами вона працювала, починаючи з п'яти років і після одруження вирішила відпочити і присвятити час дітям. Через 26 років вона повернулася до кінематографу, зігравши невелику роль у фільмі "Любов вчора і сьогодні", а потім ще в декількох фільмах.

## Фільмографія
| Рік  |   | Українська назва       | Оригінальна назва           | Роль                           |
| ---- | - | ---------------------- | --------------------------- | ------------------------------ |
| 2013 | ф | Безсоромний            | Besharam                    | Буль Чаутала                   |
| 2013 | ф | 26 грабіжників         | Special Chabbis             | дружина Васім Хана             |
| 2012 | ф | Поки я живий           | Jab Tak Hai Jaan            | мати Міри                      |
| 2009 | ф | Любов вчора і сьогодні | Love Aaj Kal                | Харлін Каур (в зрілі роки)     |
| 1983 | ф | Материнське горе       | Ganga Meri Maa              | ...                            |
| 1982 | ф | Добро і зло            | Teesri Aankh                | Ніша Мальхотра                 |
| 1982 | ф | Злодійка               | Chorni                      | Діпа                           |
| 1981 | ф | Міцна дружба           | Yaarana                     | Комал                          |
| 1980 | ф | Choron Ki Baaraat      | Choron Ki Baaraat           | Анжу                           |
| 1980 | ф | Палаючий потяг         | The Burning Train           | Мадху                          |
| 1980 | ф | Виклик                 | Chunaoti                    | Рошні                          |
| 1980 | ф | Жага багатства         | Dhan Daulat                 | Шанті                          |
| 1979 | ф | Доля в твоїх руках     | Duniya Meri Jeb Mein        | Ніта                           |
| 1979 | ф | Чорний камінь          | Kaala Patthar               | Шанно, продавчиня коштовностей |
| 1979 | ф | Невідомий ворог        | Jaani Dushman               | Гаурі                          |
| 1979 | ф | Такий брехун           | Jhoota Kahin Ka             | Аніта Верма / Шітал Кханна     |
| 1979 | ф | Велика гра             | The Great Gambler           | Мала                           |
| 1978 | ф | Розлучення             | Priyatama                   | Доллі                          |
| 1978 | ф | Чоловік, дружина і ... | Pati Patni Aur Woh          | співачка                       |
| 1978 | ф | Клятви і обіцянки      | Kasme Vaade                 | Ніта                           |
| 1978 | ф | Хіралал і Панналал     | Heeralal Pannalal           | Нілам                          |
| 1977 | ф | Виховання              | Parvarish                   | Ніту                           |
| 1977 | ф | У тіні минулого        | Doosara Aadmi               | Тімсі                          |
| 1977 | ф | Амар, Акбар, Антоні    | Amar Akbar Anthony          | лікарка Салма Алі              |
| 1977 | ф | Що тепер буде          | Ab Kya Hoga                 | Чітралекха                     |
| 1977 | ф | Вічна казка любові     | Dharam Veer                 | Рупа                           |
| 1976 | ф | Рам і Шанкар           | Shankar Dada                | Рупа Верма                     |
| 1976 | ф | Любов - це життя       | Kabhi Kabhie - Love Is Life | Пінкі Капур                    |
| 1976 | ф | Достойно піти          | Sharafat Chod Di Maine      | ...                            |
| 1976 | ф | Bhala Manus            | Bhala Manus                 | ...                            |
| 1976 | ф | Правосуддя             | Aadalat                     | Гіта Верма                     |
| 1976 | ф | Великий аферист        | Maha Chor                   | Ніту                           |
| 1975 | ф | Зникнення              | Rafoo Chakkar               | Ріту                           |
| 1975 | ф | Трагічне збіг          | Khel Khel Mein              | Ніша                           |
| 1975 | ф | Стіна                  | Deewaar                     | Ліна Наранг                    |
| 1974 | ф | Порочне змій           | Zehreela Insaan             | Margaret                       |
| 1974 | ф | Свідомість             | Hawas                       | Ніту Сінгх                     |
| 1973 | ф | Знайти один одного     | Yaadon Ki Baaraat           | танцівниця                     |
| 1970 | ф | Святий грішник         | Pavitra Paapi               | Відія                          |
| 1969 | ф | Віра                   | Waris                       | Мунні                          |
| 1968 | ф | Do Kaliyaan            | Do Kaliyaan                 | Гангу / Джамуна                |
| 1967 | ф | Мільйон рупій          | Dus Lakh                    | Рупа                           |
| 1966 | ф | Принцеса і розбійник   | Suraj                       | Гіта Сінгх у дитинстві         |